# Ružomberok
Ružomberok   (mađ. Rózsahegy, njem. Rosenberg) je grad u središnjoj Slovačkoj u Žilinskom kraja upravno središte Okruga Ružomberok.

## Zemljopis
Smješten je na najzapadnijem dijelu Podtatranske doline. Grad je okružen planinskim lancima Chočské vrchy, Velke Fatra i Male Tatre. Rijeka Váh teče kroz grad od istoka prema zapadu gdje se u nju ulijeva rijeka Revúca. Grad je smješten oko 65 km od Žiline, 190 km od Košica i 260 km od Bratislave (cestom). Osim glavnog naselja dijelovi grada su Biely Potok, Černová, Hrboltová i Vlkolínec.

## Povijest
Od druge polovice 10. stoljeća do 1918. godine bila je u sklopu Kraljevine Ugarske. Prvi pisani spomen naselja je iz 1233. godine kao terra Reuche. Grad je osnovan od strane karpatskih Nijemaca. Dobiva građanska prava 1318., a 1340. godine mađarski kralj Karlo I. Robert potvrđuje njegova prava i proširuje ih.
U 19. stoljeću, grad je bio jedan od centara slovačkog nacionalnog pokreta. Grad polagano postaje jedan od industrijski i financijski centra današnje Slovačke, posebice nakon što je završena željeznička pruga 1871. godine kada su se pojavile mnoge nove tvornice.
Godine 1907. u Černovu koji je danas dio grada dogodila se tragedija koja je poznata kao Černová tragedija.
Nakon raspada Austro-Ugarske 1918. godine Ružomberok je postao dio Čehoslovačke. Nakon raspada Čehoslovačke grad je postao dio Slovačke 1993., a 1995. godine Ružomberok je postao središte okruga.

## Stanovništvo
| Godina:     | 1994.  | 2004.   | 2014.   | 2024.   |
| ----------- | ------ | ------- | ------- | ------- |
| Broj ljudi: | 30 660 | 30 058  | 27 551  | 26 384  |
| Razlika:    |        | -1,96 % | -8,34 % | -4,23 % |

| Godina:     | 2023.  | 2024.   |
| ----------- | ------ | ------- |
| Broj ljudi: | 26 548 | 26 384  |
| Razlika:    |        | -0,61 % |

Prema popisu stanovništva iz 2001. u gradu je živjelo 30.417 stanovnika, dok je prosječna gustoća naseljenosti bila 237 stan/km².

### Etnička pripadnost
- Slovaci – 96,64 %
- Romi – 0,95 %
- Česi – 0,87 %

### Religija
- rimokatolici – 75,47 %
- ateisti – 14,65 %
- luterani – 5,46 %[6]

## Šport
U gradu najpopularniji su muški nogometni klub MFK Ružomberok i ženski košarkaški klub MBK Ružomberok.

## Gradovi prijatelji
- Gospić, Hrvatska
- Děčín, Češka
- Bački Petrovac, Srbija
- Hlučín, Češka

## Vanjske poveznice
- Službena stranica grada